# اکتور اچوری
اکتور اچوری (اسپانیایی: Hector Echeverri‎; ۱۰ آوریل ۱۹۳۸ – 1988) بازیکن فوتبال اهل کلمبیا بود.
از باشگاه‌هایی که در آن بازی کرده‌است می‌توان به باشگاه فوتبال ایندپندینته مدئین و باشگاه فوتبال سانتا فه اشاره کرد.
وی همچنین در تیم ملی فوتبال کلمبیا بازی کرده‌است.